# Halsbandhagedissen
Halsbandhagedissen (Lacerta) zijn een geslacht van hagedissen uit de familie echte hagedissen (Lacertidae). Het is een van de bekendste hagedissengeslachten omdat veel soorten voorkomen in westelijk Europa. Één soort, de zandhagedis, komt ook in België en Nederland voor. De halsbandhagedissen zijn veel onderzocht door biologen en veel verschillende hagedissen die ooit tot deze groep werden gerekend worden tegenwoordig in andere geslachten ingedeeld.

## Naam en indeling
De wetenschappelijke naam van de groep werd voor het eerst voorgesteld door Carl Linnaeus in 1758. Vele soorten zijn in het verleden afgevoerd van dit geslacht, vroeger telde de halsbandhagedissen meer dan 30 soorten. Een voorbeeld is de inheemse levendbarende hagedis, die tegenwoordig de naam Zootoca vivipara draagt. Ook de andere soorten van geslachten zoals Darevskia en Podarcis werden vroeger tot het geslacht Lacerta gerekend.
De halsbandhagedissen worden tegenwoordig vertegenwoordigd door tien soorten. De hagedissen staan ook wel bekend als de groene hagedissen of smaragdhagedissen vanwege de overwegend groene kleur.

## Verspreiding en leefgebied
Het verspreidingsgebied beslaat grote delen van Europa tot in delen van het Arabisch Schiereiland en Azië. De halsbandhagedissen komen voor in de landen Albanië, Armenië, Azerbeidzjan, België, Bosnië en Herzegovina, Bulgarije, China, Denemarken, Duitsland, Estland, Frankrijk, Georgië, Griekenland, Griekenland, Groot-Brittannië (Engeland), Hongarije, Iran, Israël, Italië, Jordanië, Kazachstan, Kirgizië, Kroatië, Letland, Libanon, Litouwen, Luxemburg, Noord-Macedonië, Moldavië, Monaco, Mongolië, Nederland, Noorwegen, Oekraïne, Oostenrijk, Polen, Portugal, Roemenië, Rusland, San Marino, Servië, Slovenië, Spanje, Syrië, Tsjechië, Turkije, Turkmenistan, Wit-Rusland, Zweden en Zwitserland.
De habitat verschilt enigszins per soort en bestaat uit uiteenlopende gebieden, van bosranden en duinen tot zandverstuivingen of meer vochtige delen van bossen.
Door de internationale natuurbeschermingsorganisatie IUCN is aan alle soorten een beschermingsstatus toegewezen. Zeven soorten hebben de status 'veilig' (Least Concern of LC) en de Iberische smaragdhagedis (Lacerta schreiberi) staat te boek als 'gevoelig' (Near Threatened of NT).

## Soorten
Onderstaand zijn alle soorten weergegeven, met afbeelding, auteur, aantal ondersoorten en het verspreidingsgebied.
| Afbeelding | Naam                                             | Auteur              | Ondersoorten | Verspreidingsgebied |
| ---------- | ------------------------------------------------ | ------------------- | ------------ | --- |
|            | Zandhagedis (Lacerta agilis)                     | Linnaeus, 1758      | 10           | Albanië, Armenië, Azerbeidzjan, België, Bosnië en Herzegovina, Bulgarije, China, Denemarken, Duitsland, Estland, Frankrijk, Georgië, Griekenland, Griekenland, Groot-Brittannië (Engeland), Hongarije, Italië, Kazachstan, Kirgizië, Kroatië, Letland, Litouwen, Luxemburg, Noord-Macedonië, Moldavië, Mongolië, Nederland, Noorwegen, Oekraïne, Oostenrijk, Polen, Roemenië, Rusland, Servië, Tsjechië, Turkije, Wit-Rusland, Zweden, Zwitserland |
|            | Westelijke smaragdhagedis (Lacerta bilineata)    | Daudin, 1802        | 2            | Duitsland, Frankrijk, Italië, Kroatië, Monaco, Portugal, San Marino, Spanje, Zwitserland |
|            | (Lacerta citrovittata)                           | Werner, 1938        | 0            | Griekenland (Tinos) |
|            | (Lacerta diplochondrodes)                        | WETTSTEIN, 1952     | 4            | Griekenland (Rhodos) |
|            | Middelste smaragdhagedis (Lacerta media)         | Lantz & Cyrén, 1920 | 5            | Armenië, Azerbeidzjan, Georgië, Iran, Israël, Jordanië, Libanon, Rusland, Syrië, Turkije |
|            | Pamphylische smaragdhagedis (Lacerta pamphylica) | Schmidtler, 1975    | 0            | Turkije |
|            | Iberische smaragdhagedis (Lacerta schreiberi)    | Bedriaga, 1878      | 0            | Portugal, Spanje |
|            | Kaspische smaragdhagedis (Lacerta strigata)      | Eichwald, 1831      | 0            | Armenië, Azerbeidzjan, Georgië, Iran, Rusland, Turkije, Turkmenistan |
|            | Reuzensmaragdhagedis (Lacerta trilineata)        | Bedriaga, 1886      | 9            | Albanië, Kroatië, Bulgarije, Montenegro, Roemenië, Griekenland, Turkije |
|            | Oostelijke smaragdhagedis (Lacerta viridis)      | Laurenti, 1768      | 3            | Bulgarije, Griekenland, Groot-Brittannië (Kanaaleilanden), Kroatië, Hongarije, Moldavië, Oekraïne, Oostenrijk (Deelstaten Karinthië, Steiermark, Burgenland, Neder-Oostenrijk, Opper-Oostenrijk) Polen, Roemenië, Slovenië, Tsjechië, Turkije (oostelijke Zwarte Zeekust), zuidelijk Zwitserland |